# Volo One-Two-GO Airlines 269
Il volo One-Two-Go Airlines 269 (OG269) è stato un volo di linea passeggeri nazionale da Bangkok a Phuket, in Thailandia. Il 16 settembre 2007, intorno alle 15:41 TIC, il McDonnell Douglas MD-82 che operava il volo si schiantò contro un terrapieno accanto alla pista 27 dell'aeroporto di Phuket (HKT), prendendo fuoco al momento dell'impatto durante un tentativo di riattaccata dopo un atterraggio interrotto, provocando la morte di 90 delle 130 persone a bordo (tra cui una persona che morì per le ferite alcuni giorni dopo l'incidente). È il terzo peggior incidente aereo avvenuto in Thailandia.
Il rapporto sull'incidente venne pubblicato dall'Aircraft Accident Investigation Committee (AAIC) del Ministero dei Trasporti. Un rapporto redatto dal National Transportation Safety Board (NTSB) degli Stati Uniti venne incorporato nel rapporto dell'AAIC. Entrambi i rapporti rilevarono che il comandante e il primo ufficiale avevano lavorato per un numero di ore superiore ai limiti di volo previsti dalla legge; che il primo ufficiale aveva tentato di trasferire il controllo al comandante durante il go-around; che nessuno dei due piloti aveva avviato una riattaccata e che i programmi di formazione e sicurezza della compagnia aerea erano carenti.
Tra il 2009 e il 2010 a One-Two-Go Airlines venne vietato di operare nei Paesi dell'Unione Europea a causa di problemi di sicurezza. Al momento dell'incidente, la compagnia aerea era di proprietà di Orient Thai Airlines e nel luglio 2010 cambiò completamente marchio in Orient Thai Airlines.

## L'aereo
L'aereo, un McDonnell Douglas MD-82, con numero di linea 1129 e numero di serie del costruttore 49183, aveva effettuato il suo primo volo il 13 novembre 1983, consegnato poi il 20 dicembre 1983 e operato dapprima dalla Trans World Airlines come N912TW poi trasferito ad American Airlines come parte della fusione tra le 2 compagnie aeree prima di essere acquisito dalla compagnia aerea nel febbraio 2007, 7 mesi prima dell'incidente e registrato HS-OMG.

## Contesto
Il giorno dell'incidente, il McDonnell Douglas MD-82 era partito dall'aeroporto Internazionale Don Mueang di Bangkok, in Thailandia, alle 14:31, con destinazione l'aeroporto internazionale di Phuket, come volo numero OG269. L'equipaggio era composto dal comandante Arief Mulyadi (57), di nazionalità indonesiana e capo pilota della One-Two-Go Airlines, nonché ex pilota dell'aeronautica indonesiana, e dal primo ufficiale Montri Kamolrattanachai (30), di nazionalità thailandese, che aveva recentemente completato l'addestramento al volo con il programma ab initio della One-Two-Go. Arief aveva 16.752 ore di volo, di cui 4.330 sull'MD-82, mentre Montri aveva 1.465 ore, di cui 1.240 sull'MD-82. L'aereo trasportava 123 passeggeri e sette membri dell'equipaggio. OG269 era il quarto dei sei voli tra Bangkok e Phuket che Arief e Montri dovevano effettuare quel giorno.
Durante l'avvicinamento a Phuket, il comandante Arief commise diversi errori di comunicazione radio, tra cui le comunicazioni read-back/hear-back e l'errata indicazione del numero di volo. Il primo ufficiale Montri era il pilot flying.
Un altro aereo atterrò immediatamente prima del volo 269 e sperimentò un wind shear. Il comandante di questo velivolo contattò la torre e segnalò la presenza di wind shear in finale e di cumulonembi sopra l'aeroporto, una segnalazione udibile da tutti gli aeromobili in arrivo. Il controllo del traffico aereo chiese al volo 269 di confermare le informazioni meteorologiche fornite e di dichiarare nuovamente le proprie intenzioni. Il comandante riconobbe la trasmissione e dichiarò la sua intenzione di atterrare.

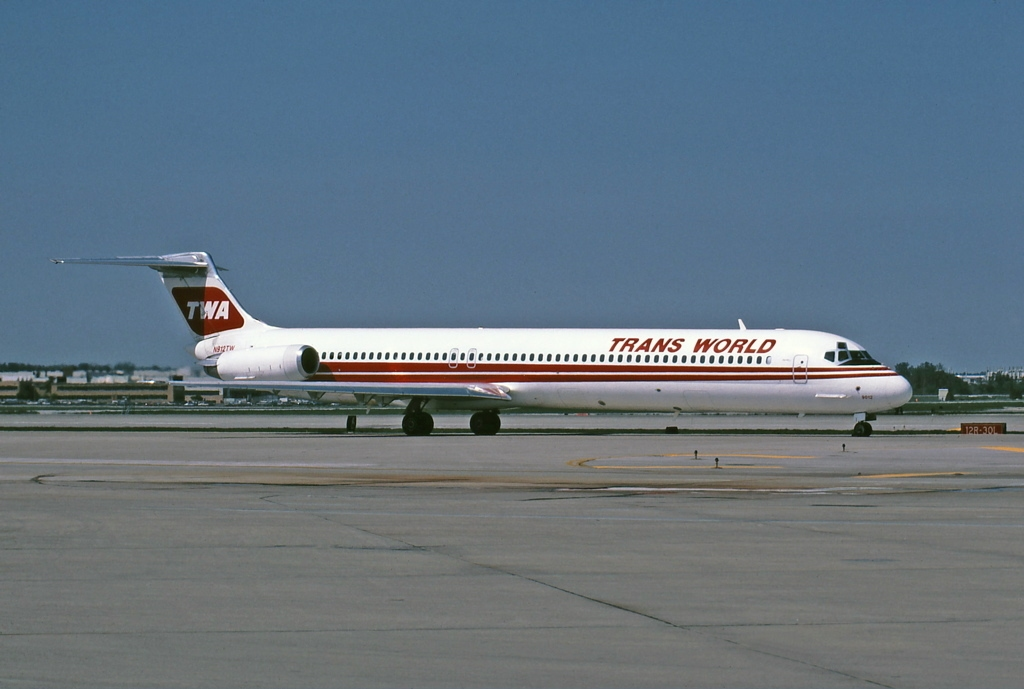
L'aereo coinvolto fotografato nel 1985, mentre era ancora in servizio con la TWA

## L'incidente
Il volo effettuò un avvicinamento ILS appena a nord della linea mediana della pista 27. Mentre l'atterraggio procedeva, l'ATC segnalò un aumento dei venti a 240 gradi da 15-30 nodi (28-56 km/h), poi a 40 nodi (74 km/h). Il comandante prese atto delle segnalazioni. L'ATC chiese nuovamente le loro intenzioni, al cui Arief rispose: "Atterraggio".
Mentre l'aereo scendeva a 115 piedi (35 m) sopra il livello di soglia (ATL), la velocità dell'aria diminuì. Il comandante chiese ripetutamente di aumentare la potenza mentre il primo ufficiale Montri tentava l'atterraggio. L'aeromobile continuò a scendere e arrivò sotto i 50 piedi (15 m) ATL, facendo sì che l'automanetta riducesse la spinta del motore al minimo. Un secondo dopo, il primo ufficiale Montri chiamò "Go Around". Il comandante riconobbe l'ordine. Il primo ufficiale cercò poi di trasferire il controllo dell'aeromobile al comandante, che non diede alcun riscontro verbale.
I piloti retrassero il carrello d'atterraggio e impostarono i flap per la riattaccata. Il beccheggio del velivolo passò da 2 a 12 gradi mentre l'aereo saliva, con i motori ancora al minimo. La velocità all'aria diminuì e l'aereo salì fino a un'altitudine massima di 262 piedi (80 m) ATL prima di iniziare a scendere. Per 13 secondi, i motori rimasero al minimo. L'angolo di beccheggio del velivolo scese quasi a zero e poi la manetta venne aumentata manualmente due secondi prima dell'impatto con un terrapieno lungo la pista alle 15:40. L'aereo andò distrutto dall'impatto e da un incendio successivo all'incidente.

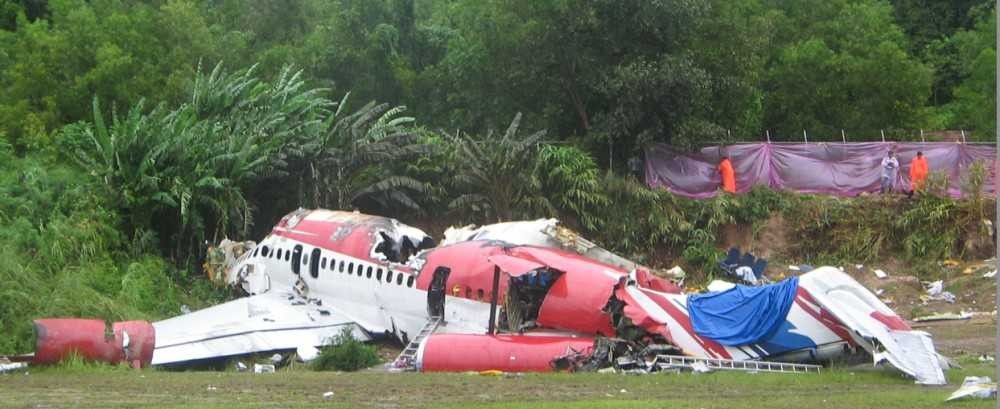
Il luogo dello schianto.

I soccorsi vennero ostacolati da un fosso di 1,2 m che correva accanto e parallelamente alla pista 27 per tutta la lunghezza della pista. I veicoli di soccorso non riuscirono ad attraversare questo fosso, anche se avrebbero potuto entrare da entrambe le estremità della pista, cosa che nessuno fece. Un sopravvissuto lamentò l'arrivo di una sola ambulanza.
I vigili del fuoco e i soccorsi della città di Phuket arrivarono 30 minuti dopo. Inoltre, l'aeroporto non includeva le procedure di "incidente in aeroporto" nel suo manuale di servizio aereo, come richiesto dall'ICAO.
Delle 130 persone a bordo, 85 passeggeri e cinque membri dell'equipaggio (compresi i due membri dell'equipaggio di volo) morirono.
La compagnia aerea contattò le famiglie delle altre vittime per ottenere prove utili all'identificazione. Alcune vittime riportarono ferite alla testa causate dai bagagli. Altre rimasero intrappolate e bruciate vive nella cabina. Molti sopravvissuti riportarono ustioni.

## Le indagini
Secondo Vutichai Singhamany, direttore della sicurezza del Dipartimento dell'aviazione civile thailandese e principale investigatore dell'incidente, il pilota aveva aperto il carrello d'atterraggio durante l'avvicinamento alla pista 27 dell'aeroporto di Phuket, ma l'aveva retratto quando aveva tentato una riattaccata. Singhamany aggiunse che le ruote non avevano toccato la pista e che l'incidente era avvenuto pochi istanti dopo che il pilota aveva alzato il muso dell'aereo per interrompere l'atterraggio.
All'epoca dell'incidente, le speculazioni si basavano sulla decisione del pilota di atterrare in condizioni meteorologiche avverse e sul sistema di rilevamento del wind shear dell'aeroporto, che quel giorno non era operativo. Nelle settimane successive all'incidente, Singhamany continuò a indicare il wind shear come probabile causa.
Poiché l'incidente aveva coinvolto un aereo di fabbricazione statunitense, il National Transportation Safety Board degli Stati Uniti partecipò all'incidente e arrivò sul posto nel giro di pochi giorni. L'NTSB ispezionò l'aereo e la scena dell'incidente e interrogò i sopravvissuti e i testimoni. Portò negli Stati Uniti le informazioni ottenute dal registratore dei dati di volo ("scatola nera") per analizzarle. Il registratore di dati di volo fornì immediatamente fatti significativi sul volo, tra cui:
- Il wind shear non era stato un fattore determinante nell'incidente.
- Il primo ufficiale Montri era il pilota flying (pilota ai comandi dell'aereo).
- Le comunicazioni radio del comandante Arief con l'ATC erano state soggette a errori.
- Nella cabina di pilotaggio si erano verificati molti problemi di gestione delle risorse dell'equipaggio (CRM).
- Non c'era stata alcuna conversazione tra i piloti durante gli ultimi 18 secondi di volo.
- Il pulsante per il go-around (TO/GA), utilizzato per configurare l'aeromobile per il go-around, non era stato premuto.
- Le manette erano state spinte alla potenza di decollo solo due secondi prima dell'impatto.

### Conclusioni
Dopo aver completato l'ispezione del velivolo, l'NTSB riscontrò che funzionava correttamente ed era rimasto completamente controllabile fino all'impatto. La causa dell'incidente era stata ritenuta dovuta a una combinazione di prestazioni umane e problemi operativi.
Fattori umani:
- Problemi di CRM, compreso il tentativo di trasferire il controllo dell'aereo in un momento critico.
- Mancata applicazione della potenza da parte di uno dei due piloti durante il tentativo di riprendere quota.
- Problemi di stanchezza, in quanto entrambi i piloti avevano lavorato per un numero eccessivo di ore nella settimana e nel mese.

Fattori operativi:
- Mancanza di governance nella cultura aziendale della One-Two-Go airlines.
- Mancato completamento dei controlli di professionalità dei piloti da parte di One-Two-Go, come previsto dalla legge.
- Addestramento su un simulatore che non includeva l'avviso di wind shear e non corrispondeva alla configurazione degli MD-82 di One-Two-Go.

L'NTSB osservò che sebbene le condizioni meteorologiche fossero peggiorate nelle ultime fasi del volo, il wind shear non era stato un fattore e che era chiaro che durante la sequenza dell'incidente i piloti fossero stati potenzialmente distratti dalle condizioni meteorologiche; tuttavia, tale distrazione non avrebbe dovuto causare la perdita di controllo dell'aeroplano.
L'NTSB statunitense dichiarò che le possibili cause di questo incidente, coerentemente con le prove disponibili, erano che l'equipaggio non aveva eseguito correttamente il go-around e non aveva attivato l'interruttore TO/GA. Sebbene l'equipaggio avesse a disposizione le manette per aumentare la potenza, non lo fece, né monitorò le manette durante la riattaccata. In un momento critico si verificò un trasferimento di comandi dal copilota al pilota. Il sistema di gestione del volo dell'aeroplano ritardò automaticamente le manette, poiché la logica di avvicinamento slat/flap per l'atterraggio era soddisfatta. In mancanza di potenza, l'aereo rallentò e scese fino al contatto con il terreno.
L'AAIC thailandese aggiunse che l'equipaggio di volo non aveva seguito la procedura operativa standard di avvicinamento stabilizzato come specificato nel manuale operativo di volo della compagnia aerea. Il loro coordinamento era insufficiente, avevano carichi di lavoro pesanti e accumulato stress, non avevano riposato a sufficienza ed erano affaticati. Le condizioni meteorologiche erano cambiate all'improvviso e avevano richiesto il tentativo di riattaccata.